# Route de la Beauce
La route de la Beauce est une route touristique qui relie plusieurs villes et villages de la Beauce, au Québec. Elle s'étend sur 140 km le long de la rivière Chaudière.